# Kózandži
Kózandži (japonsky 高山寺) je chrám buddhistické sekty Šingon v kjótské čtvrti Ukjó-ku v Japonsku. Plný, formální název chrámu zní Toganósan Kózandži (栂尾山高山寺). Kózandži byl založen na počátku 13. století, kdy mnich Mjóe obnovil horský chrám, který zde stával a dal mu jeho současné jméno. V chrámu jsou uloženy známé obrázkové svitky z 12. a 13. století Čódžú džinbucu giga (鳥獣人物戯画) patřící mezi japonské Národní poklady (国宝).
Od roku 1994 je chrám spolu s několika dalšími památkami v Kjótu zapsán na Seznam světového dědictví UNESCO pod názvem „Památky na starobylé Kjóto“.

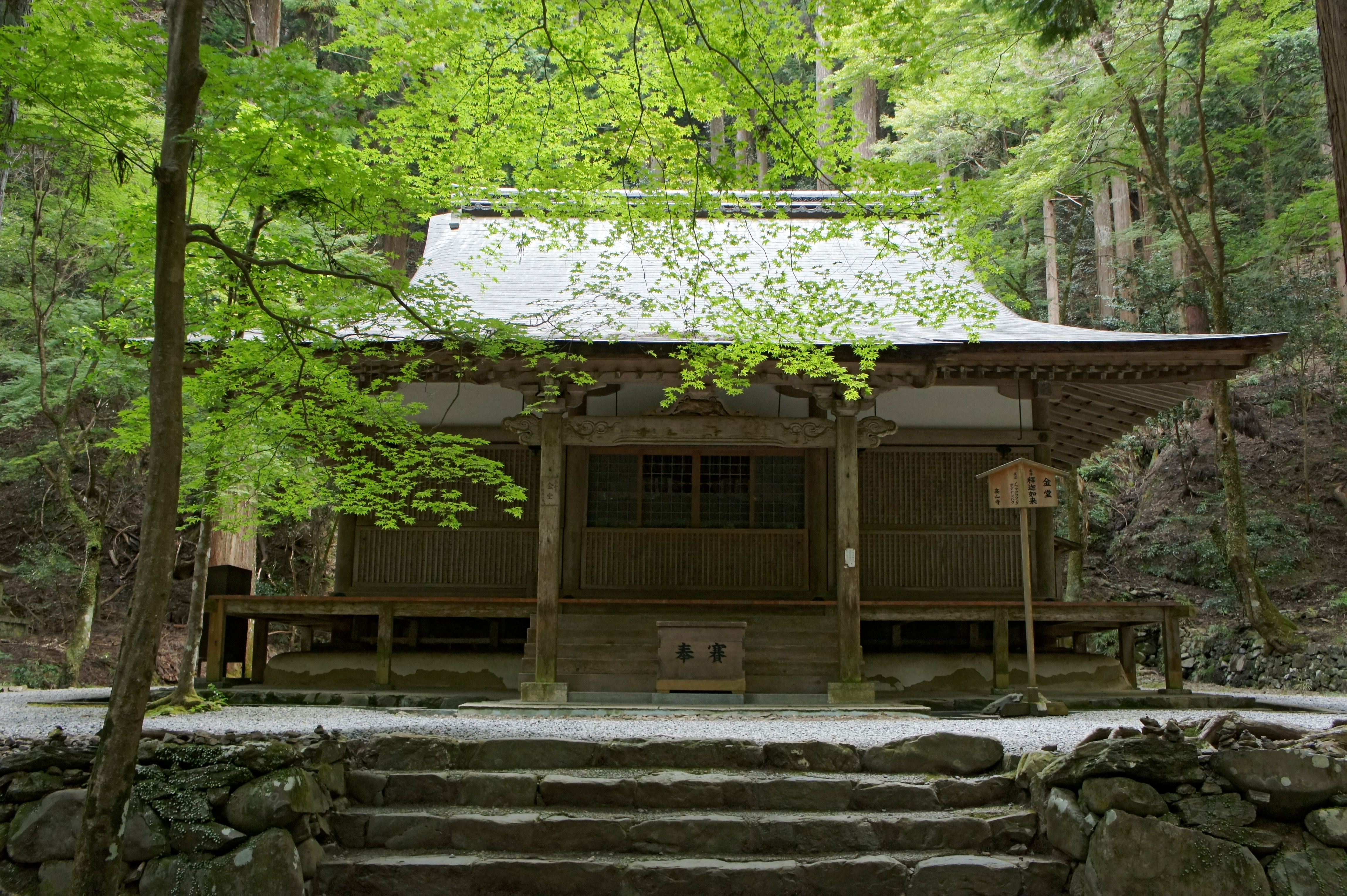
Kondó, hlavní budova chrámu
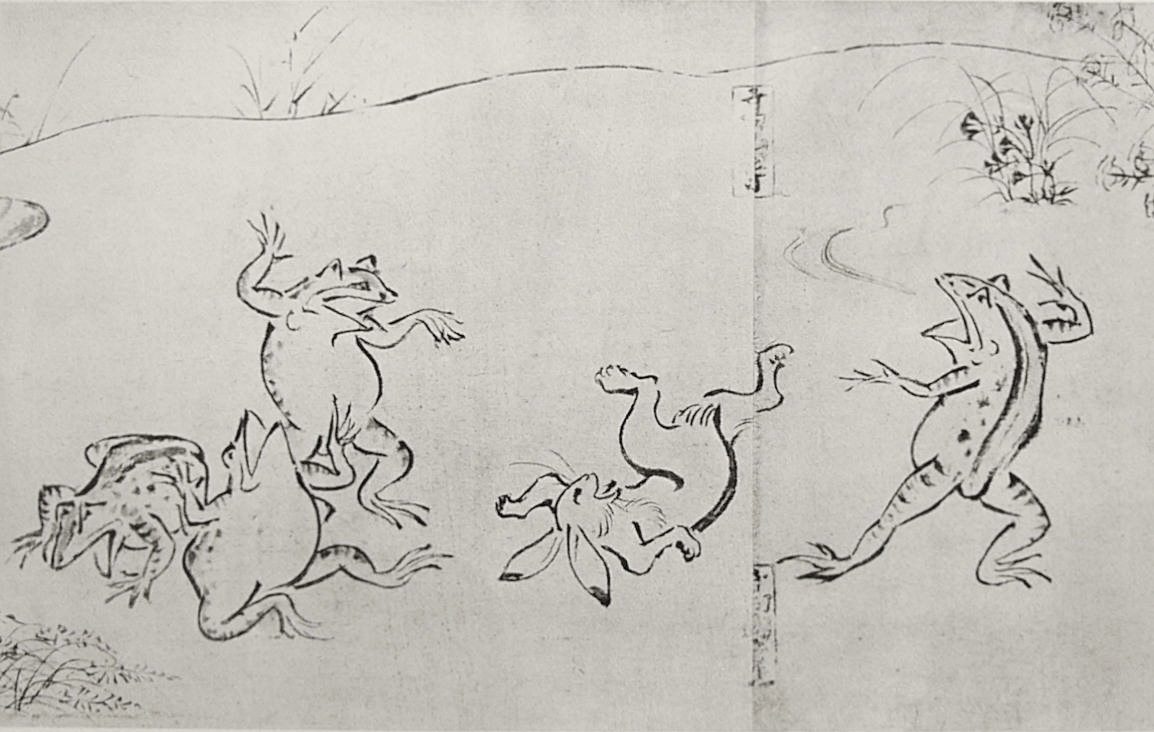
Čódžú džinbucu giga, zápas sumó mezi zajícem a žábou